# Liste der Fußball-Europapokalsieger der Frauen

Die Liste der Fußball-Europapokalsieger der Frauen führt alle europäischen Fußballvereine auf, die bisher mindestens einmal einen der zwei von der UEFA organisierten Europapokalwettbewerbe gewannen – die Women’s Champions League und den Women’s Europa Cup.
Es werden in der erstgenannten Liste alle Sieger aufgeführt. Eine weitere Liste nennt alle Vereine mit der jeweiligen Gesamtzahl ihrer Siege sowie die Zahl der Siege bei den einzelnen Wettbewerben, und eine dritte Liste gibt die Zahl der Siege nach den Fußball-Landesverbänden wieder. Die meisten Siege bei den Europapokalwettbewerben erzielten Olympique Lyon mit acht, der 1. FFC Frankfurt mit vier und der FC Barcelona mit drei Siegen. Dreimal hintereinander einen Europapokal zu gewinnen, ein sogenannter Hattrick, gelang bisher nur Olympique Lyon zwischen 2016 und 2020, dies sogar fünfmal in Folge.

## Die Europapokalsieger im Überblick
| UEFA Women’s Cup (bis 2008/09) UEFA Women’s Champions League alle Endspiele | UEFA Women’s Cup (bis 2008/09) UEFA Women’s Champions League alle Endspiele |                   | UEFA Women’s Europa Cup | UEFA Women’s Europa Cup |
| Saison                                                                      | Sieger                                                                      | Saison            | Sieger                  |                         |
| --------------------------------------------------------------------------- | --------------------------------------------------------------------------- | ----------------- | ----------------------- | ----------------------- |
| 2001/02                                                                     | 1. FFC Frankfurt                                                            | Nicht ausgetragen | Nicht ausgetragen       |                         |
| 2002/03                                                                     | Umeå IK                                                                     | Nicht ausgetragen | Nicht ausgetragen       |                         |
| 2003/04                                                                     | Umeå IK                                                                     | Nicht ausgetragen | Nicht ausgetragen       |                         |
| 2004/05                                                                     | 1. FFC Turbine Potsdam                                                      | Nicht ausgetragen | Nicht ausgetragen       |                         |
| 2005/06                                                                     | 1. FFC Frankfurt                                                            | Nicht ausgetragen | Nicht ausgetragen       |                         |
| 2006/07                                                                     | Arsenal Women FC                                                            | Nicht ausgetragen | Nicht ausgetragen       |                         |
| 2007/08                                                                     | 1. FFC Frankfurt                                                            | Nicht ausgetragen | Nicht ausgetragen       |                         |
| 2008/09                                                                     | FCR 2001 Duisburg                                                           | Nicht ausgetragen | Nicht ausgetragen       |                         |
| 2009/10                                                                     | 1. FFC Turbine Potsdam                                                      | Nicht ausgetragen | Nicht ausgetragen       |                         |
| 2010/11                                                                     | Olympique Lyon                                                              | Nicht ausgetragen | Nicht ausgetragen       |                         |
| 2011/12                                                                     | Olympique Lyon                                                              | Nicht ausgetragen | Nicht ausgetragen       |                         |
| 2012/13                                                                     | VfL Wolfsburg                                                               | Nicht ausgetragen | Nicht ausgetragen       |                         |
| 2013/14                                                                     | VfL Wolfsburg                                                               | Nicht ausgetragen | Nicht ausgetragen       |                         |
| 2014/15                                                                     | 1. FFC Frankfurt                                                            | Nicht ausgetragen | Nicht ausgetragen       |                         |
| 2015/16                                                                     | Olympique Lyon                                                              | Nicht ausgetragen | Nicht ausgetragen       |                         |
| 2016/17                                                                     | Olympique Lyon                                                              | Nicht ausgetragen | Nicht ausgetragen       |                         |
| 2017/18                                                                     | Olympique Lyon                                                              | Nicht ausgetragen | Nicht ausgetragen       |                         |
| 2018/19                                                                     | Olympique Lyon                                                              | Nicht ausgetragen | Nicht ausgetragen       |                         |
| 2019/20                                                                     | Olympique Lyon                                                              | Nicht ausgetragen | Nicht ausgetragen       |                         |
| 2020/21                                                                     | FC Barcelona                                                                | Nicht ausgetragen | Nicht ausgetragen       |                         |
| 2021/22                                                                     | Olympique Lyon                                                              | Nicht ausgetragen | Nicht ausgetragen       |                         |
| 2022/23                                                                     | FC Barcelona                                                                | Nicht ausgetragen | Nicht ausgetragen       |                         |
| 2023/24                                                                     | FC Barcelona                                                                | Nicht ausgetragen | Nicht ausgetragen       |                         |
| 2024/25                                                                     | Arsenal Women FC                                                            | Nicht ausgetragen | Nicht ausgetragen       |                         |
| 2025/26                                                                     |                                                                             | 2025/26           |                         |                         |

## Vereinswertung nach Titeln
Bisher gewannen 8 europäische Vereine mindestens einmal einen Europapokal. 
| 8 | 2011, 2012, 2016, 2017, 2018, 2020, 2022, 2022, |

| 0 | – |

| 4 | 2002, 2006, 2008, 2015 |

| 0 | – |

| 3 | 2021, 2023, 2024 |

| 0 | – |

| 2 | 2013, 2014 |

| 0 | – |

| 2 | 2003, 2004 |

| 0 | – |

| 2 | 2005, 2010 |

| 0 | – |

| 2 | 2007, 2025 |

| 0 | – |

| 1 | 2009 |

| 0 | – |

## Verbandswertung nach Titeln
Bisher gewannen Vereine aus 5 europäischen Verbänden mindestens einmal einen Europapokal. Die meisten Titelträger hat mit 9 Europapokalsiegern aus 4 Vereinen der deutsche Verband vorzuweisen, gefolgt vom französischen mit 8 und dem spanischen Verband mit 3 Siegern.
| Titel | Fußballverband | Klubs | UEFA Women’s Cup UEFA Women’s Champions League | UEFA Women’s Europa Cup |
| ----- | -------------- | ----- | ---------------------------------------------- | ----------------------- |
| 9     | Deutschland    | 04    | 09                                             |                         |
| 8     | Frankreich     | 01    | 08                                             |                         |
| 3     | Spanien        | 01    | 03                                             |                         |
| 2     | Schweden       | 01    | 02                                             |                         |
| 2     | England        | 01    | 02                                             |                         |